# Coppa del Mondo di biathlon 2022
La Coppa del Mondo di biathlon 2022 è stata la quarantacinquesima edizione della manifestazione organizzata dall'Unione Internazionale Biathlon; è iniziata il 27 novembre 2021 a Östersund, in Svezia, e si è conclusa il 20 marzo 2022 a Oslo Holmenkollen, in Norvegia. Nel corso della stagione si sono svolti a Pechino i XXIV Giochi olimpici invernali, non validi ai fini della Coppa del Mondo: per questo il calendario ha contemplato un'interruzione nel mese di febbraio.
Sia in campo maschile sia in campo femminile si sono disputate 27 gare (22 individuali, 5 a squadre), in 9 diverse località. Le staffette miste sono state quattro, disputate in due diverse località.
In campo maschile il francese Quentin Fillon Maillet ha vinto la Coppa del Mondo generale - il cui detentore era il norvegese Johannes Thingnes Bø - oltre alle coppe di specialità di sprint e inseguimento. I norvegesi Tarjei Bø e Sivert Guttorm Bakken si sono aggiudicati rispettivamente la Coppa del Mondo di individuale e la Coppa del Mondo di partenza in linea.
In campo femminile la norvegese Marte Olsbu Røiseland si è aggiudicata la Coppa del Mondo generale - la cui detentrice era l'altra norvegese Tiril Eckhoff - oltre alle coppe di specialità di sprint e inseguimento. La ceca Markéta Davidová ha conquistato la Coppa del Mondo di individuale, mentre la francese Justine Braisaz quella di partenza in linea.

## Calendario
| Località           | Data                   | Individuale | Sprint    | Inseguimento | Partenza in linea | Staffetta | Staffetta mista | Staffetta singola mista |
| ------------------ | ---------------------- | ----------- | --------- | ------------ | ----------------- | --------- | --------------- | ----------------------- |
| Östersund          | 26 novembre-5 dicembre | ●           | ● ●       | ●            |                   | ●         |                 |                         |
| Hochfilzen         | 6-12 dicembre          |             | ●         | ●            |                   | ●         |                 |                         |
| Annecy             | 13-19 dicembre         |             | ●         | ●            | ●                 |           |                 |                         |
| Oberhof            | 3-9 gennaio            |             | ●         | ●            |                   |           | ●               | ●                       |
| Ruhpolding         | 10-16 gennaio          |             | ●         | ●            |                   | ●         |                 |                         |
| Antholz-Anterselva | 18-21 gennaio          | ●           |           |              | ●                 | ●         |                 |                         |
| Pechino            | 4-20 febbraio          | Olimpiadi   | Olimpiadi | Olimpiadi    | Olimpiadi         | Olimpiadi | Olimpiadi       | Olimpiadi               |
| Kontiolahti        | 28 febbraio-16 marzo   |             | ●         | ●            |                   | ●         |                 |                         |
| Otepää             | 7-13 marzo             |             | ●         |              | ●                 |           | ●               | ●                       |
| Oslo Holmenkollen  | 14-20 marzo            |             | ●         | ●            | ●                 |           |                 |                         |
| Totale             | Totale                 | 2           | 9         | 7            | 4                 | 5         | 2               | 2                       |

## Uomini

### Risultati
| Data             | Località                | Nazione   | Spec. | Primo                                                                                              | Secondo                                                                        | Terzo                                                                              |
| ---------------- | ----------------------- | --------- | ----- | -------------------------------------------------------------------------------------------------- | ------------------------------------------------------------------------------ | ---------------------------------------------------------------------------------- |
| 27 novembre 2021 | Östersund               | Svezia    | IN    | Sturla Holm Lægreid                                                                                | Tarjei Bø                                                                      | Simon Desthieux                                                                    |
| 28 novembre 2021 | Östersund               | Svezia    | SP    | Sebastian Samuelsson                                                                               | Vetle Sjåstad Christiansen                                                     | Johannes Thingnes Bø                                                               |
| 2 dicembre 2021  | Östersund               | Svezia    | SP    | Sebastian Samuelsson                                                                               | Émilien Jacquelin                                                              | Quentin Fillon Maillet                                                             |
| 4 dicembre 2021  | Östersund               | Svezia    | RL    | Norvegia Sivert Guttorm Bakken Tarjei Bø Johannes Thingnes Bø Vetle Sjåstad Christiansen           | Francia Fabien Claude Émilien Jacquelin Simon Desthieux Quentin Fillon Maillet | Russia Said Karimulla Khalili Daniil Serochvostov Aleksandr Loginov Ėduard Latypov |
| 5 dicembre 2021  | Östersund               | Svezia    | PU    | Vetle Sjåstad Christiansen                                                                         | Sebastian Samuelsson                                                           | Émilien Jacquelin                                                                  |
| 10 dicembre 2021 | Hochfilzen              | Austria   | SP    | Johannes Kühn                                                                                      | Martin Ponsiluoma                                                              | Anton Smol'ski                                                                     |
| 11 dicembre 2021 | Hochfilzen              | Austria   | PU    | Quentin Fillon Maillet                                                                             | Émilien Jacquelin                                                              | Sebastian Samuelsson                                                               |
| 12 dicembre 2021 | Hochfilzen              | Austria   | RL    | Norvegia Sturla Holm Lægreid Tarjei Bø Johannes Thingnes Bø Vetle Sjåstad Christiansen             | Francia Fabien Claude Simon Desthieux Émilien Jacquelin Quentin Fillon Maillet | Russia Vasilii Tomšin Daniil Serochvostov Aleksandr Loginov Ėduard Latypov         |
| 17 dicembre 2021 | Annecy Le Grand-Bornand | Francia   | SP    | Johannes Thingnes Bø                                                                               | Ėduard Latypov                                                                 | Filip Fjeld Andersen                                                               |
| 18 dicembre 2021 | Annecy Le Grand-Bornand | Francia   | PU    | Quentin Fillon Maillet                                                                             | Ėduard Latypov                                                                 | Vetle Sjåstad Christiansen                                                         |
| 19 dicembre 2021 | Annecy Le Grand-Bornand | Francia   | MS    | Émilien Jacquelin                                                                                  | Quentin Fillon Maillet                                                         | Tarjei Bø                                                                          |
| 7 gennaio 2022   | Oberhof                 | Germania  | SP    | Aleksandr Loginov                                                                                  | Émilien Jacquelin                                                              | Sturla Holm Lægreid                                                                |
| 9 gennaio 2022   | Oberhof                 | Germania  | PU    | Quentin Fillon Maillet                                                                             | Sebastian Samuelsson                                                           | Tarjei Bø                                                                          |
| 13 gennaio 2022  | Ruhpolding              | Germania  | SP    | Quentin Fillon Maillet                                                                             | Benedikt Doll                                                                  | Anton Smol'ski                                                                     |
| 15 gennaio 2022  | Ruhpolding              | Germania  | RL    | Russia Said Karimulla Khalili Daniil Serochvostov Aleksandr Loginov Maksim Cvetkov                 | Germania Erik Lesser Roman Rees Benedikt Doll Philipp Nawrath                  | Bielorussia Mikita Labastau Dzmitry Lazouski Maksim Varabei Anton Smol'ski         |
| 16 gennaio 2022  | Ruhpolding              | Germania  | PU    | Quentin Fillon Maillet                                                                             | Aleksandr Loginov                                                              | Anton Smol'ski                                                                     |
| 20 gennaio 2022  | Anterselva              | Italia    | IN    | Anton Babikov                                                                                      | Tarjei Bø                                                                      | Said Karimulla Khalili                                                             |
| 22 gennaio 2022  | Anterselva              | Italia    | MS    | Benedikt Doll                                                                                      | Johannes Thingnes Bø                                                           | Sturla Holm Lægreid                                                                |
| 23 gennaio 2022  | Anterselva              | Italia    | RL    | Norvegia Sturla Holm Lægreid Tarjei Bø Johannes Thingnes Bø Vetle Sjåstad Christiansen             | Russia Anton Babikov Daniil Serochvostov Aleksandr Loginov Ėduard Latypov      | Germania Roman Rees Philipp Horn David Zobel Lucas Fratzscher                      |
| 4 marzo 2022     | Kontiolahti             | Finlandia | RL    | Norvegia Sivert Guttorm Bakken Filip Fjeld Andersen Sturla Holm Lægreid Vetle Sjåstad Christiansen | Svezia Peppe Femling Jesper Nelin Martin Ponsiluoma Sebastian Samuelsson       | Francia Antonin Guigonnat Émilien Jacquelin Simon Desthieux Quentin Fillon Maillet |
| 5 marzo 2022     | Kontiolahti             | Finlandia | SP    | Quentin Fillon Maillet                                                                             | Filip Fjeld Andersen                                                           | Johannes Kühn                                                                      |
| 6 marzo 2022     | Kontiolahti             | Finlandia | PU    | Quentin Fillon Maillet                                                                             | Erik Lesser                                                                    | Lukas Hofer                                                                        |
| 10 marzo 2022    | Otepää                  | Estonia   | SP    | Quentin Fillon Maillet                                                                             | Sturla Holm Lægreid                                                            | Benedikt Doll                                                                      |
| 12 marzo 2022    | Otepää                  | Estonia   | MS    | Vetle Sjåstad Christiansen                                                                         | Quentin Fillon Maillet                                                         | Sivert Guttorm Bakken                                                              |
| 18 marzo 2022    | Oslo Holmenkollen       | Norvegia  | SP    | Sturla Holm Lægreid                                                                                | Quentin Fillon Maillet                                                         | Sebastian Samuelsson                                                               |
| 19 marzo 2022    | Oslo Holmenkollen       | Norvegia  | PU    | Erik Lesser                                                                                        | Quentin Fillon Maillet                                                         | Sturla Holm Lægreid                                                                |
| 20 marzo 2022    | Oslo Holmenkollen       | Norvegia  | MS    | Sivert Guttorm Bakken                                                                              | Sturla Holm Lægreid                                                            | Émilien Jacquelin                                                                  |

Legenda:

IN = individuale (20 km)

SP = sprint (10 km)

PU = inseguimento (12,5 km)

MS = partenza in linea (15 km)

RL = staffetta (4x7,5 km)

### Classifiche

#### Generale
| Pos. | Nome                       | Nazione  | Punti |
| ---- | -------------------------- | -------- | ----- |
| 1    | Quentin Fillon Maillet     | Francia  | 984   |
| 2    | Sturla Holm Lægreid        | Norvegia | 736   |
| 3    | Sebastian Samuelsson       | Svezia   | 717   |
| 4    | Vetle Sjåstad Christiansen | Norvegia | 708   |
| 5    | Émilien Jacquelin          | Francia  | 706   |
| 6    | Tarjei Bø                  | Norvegia | 601   |
| 7    | Simon Desthieux            | Francia  | 590   |
| 8    | Benedikt Doll              | Germania | 557   |
| 9    | Sivert Guttorm Bakken      | Norvegia | 553   |
| 10   | Erik Lesser                | Germania | 535   |

#### Sprint
| Pos. | Nome                       | Nazione  | Punti |
| ---- | -------------------------- | -------- | ----- |
| 1    | Quentin Fillon Maillet     | Francia  | 402   |
| 2    | Sebastian Samuelsson       | Svezia   | 340   |
| 3    | Sturla Holm Lægreid        | Norvegia | 284   |
| 4    | Émilien Jacquelin          | Francia  | 283   |
| 5    | Vetle Sjåstad Christiansen | Norvegia | 274   |

#### Inseguimento
| Pos. | Nome                       | Nazione  | Punti |
| ---- | -------------------------- | -------- | ----- |
| 1    | Quentin Fillon Maillet     | Francia  | 379   |
| 2    | Sebastian Samuelsson       | Svezia   | 282   |
| 3    | Erik Lesser                | Germania | 253   |
| 4    | Émilien Jacquelin          | Francia  | 244   |
| 5    | Vetle Sjåstad Christiansen | Norvegia | 217   |

#### Partenza in linea
| Pos. | Nome                       | Nazione  | Punti |
| ---- | -------------------------- | -------- | ----- |
| 1    | Sivert Guttorm Bakken      | Norvegia | 182   |
| 2    | Quentin Fillon Maillet     | Francia  | 178   |
| 3    | Vetle Sjåstad Christiansen | Norvegia | 165   |
| 4    | Sturla Holm Lægreid        | Norvegia | 153   |
| 5    | Émilien Jacquelin          | Francia  | 142   |

#### Individuale
| Pos. | Nome                 | Nazione  | Punti |
| ---- | -------------------- | -------- | ----- |
| 1    | Tarjei Bø            | Norvegia | 108   |
| 2    | Sturla Holm Lægreid  | Norvegia | 100   |
| 3    | Simon Desthieux      | Francia  | 86    |
| 4    | Johannes Thingnes Bø | Norvegia | 83    |
| 5    | Fabien Claude        | Francia  | 64    |

#### Staffetta
| Pos. | Nazione  | Punti |
| ---- | -------- | ----- |
| 1    | Norvegia | 276   |
| 2    | Francia  | 239   |
| 3    | Germania | 231   |
| 4    | Russia   | 210   |
| 5    | Svezia   | 188   |

#### Nazioni
| Pos. | Nazione  | Punti |
| ---- | -------- | ----- |
| 1    | Norvegia | 7277  |
| 2    | Francia  | 6954  |
| 3    | Germania | 6707  |
| 4    | Svezia   | 5851  |
| 5    | Italia   | 5475  |

## Donne

### Risultati
| Data             | Località                | Nazione   | Spec. | Primo                                                                                 | Secondo                                                                      | Terzo                                                                        |
| ---------------- | ----------------------- | --------- | ----- | ------------------------------------------------------------------------------------- | ---------------------------------------------------------------------------- | ---------------------------------------------------------------------------- |
| 27 novembre 2021 | Östersund               | Svezia    | IN    | Markéta Davidová                                                                      | Lisa Theresa Hauser                                                          | Denise Herrmann                                                              |
| 28 novembre 2021 | Östersund               | Svezia    | SP    | Hanna Öberg                                                                           | Anaïs Chevalier                                                              | Marte Olsbu Røiseland                                                        |
| 2 dicembre 2021  | Östersund               | Svezia    | SP    | Lisa Theresa Hauser                                                                   | Elvira Öberg                                                                 | Hanna Sola                                                                   |
| 4 dicembre 2021  | Östersund               | Svezia    | PU    | Marte Olsbu Røiseland                                                                 | Anaïs Bescond                                                                | Anaïs Chevalier                                                              |
| 5 dicembre 2021  | Östersund               | Svezia    | RL    | Francia Anaïs Bescond Anaïs Chevalier Julia Simon Justine Braisaz                     | Bielorussia Iryna Kryŭko Dzinara Alimbekava Elena Kruchinkina Hanna Sola     | Svezia Linn Persson Mona Brorsson Elvira Öberg Hanna Öberg                   |
| 10 dicembre 2021 | Hochfilzen              | Austria   | SP    | Hanna Sola                                                                            | Justine Braisaz                                                              | Marte Olsbu Røiseland                                                        |
| 11 dicembre 2021 | Hochfilzen              | Austria   | RL    | Svezia Linn Persson Anna Magnusson Elvira Öberg Hanna Öberg                           | Russia Valeriia Vasnecova Svetlana Mironova Ul'jana Kajševa Kristina Rezcova | Francia Anaïs Bescond Anaïs Chevalier Chloé Chevalier Justine Braisaz        |
| 12 dicembre 2021 | Hochfilzen              | Austria   | PU    | Marte Olsbu Røiseland                                                                 | Hanna Sola                                                                   | Elvira Öberg                                                                 |
| 16 dicembre 2021 | Annecy Le Grand-Bornand | Francia   | SP    | Marte Olsbu Røiseland                                                                 | Anaïs Bescond                                                                | Elvira Öberg                                                                 |
| 18 dicembre 2021 | Annecy Le Grand-Bornand | Francia   | PU    | Elvira Öberg                                                                          | Julia Simon                                                                  | Hanna Öberg                                                                  |
| 19 dicembre 2021 | Annecy Le Grand-Bornand | Francia   | MS    | Elvira Öberg                                                                          | Julia Simon                                                                  | Kristina Rezcova                                                             |
| 7 gennaio 2022   | Oberhof                 | Germania  | SP    | Marte Olsbu Røiseland                                                                 | Hanna Sola Julia Simon                                                       |                                                                              |
| 9 gennaio 2022   | Oberhof                 | Germania  | PU    | Marte Olsbu Røiseland                                                                 | Hanna Öberg                                                                  | Dzinara Alimbekava                                                           |
| 12 gennaio 2022  | Ruhpolding              | Germania  | SP    | Elvira Öberg                                                                          | Marte Olsbu Røiseland                                                        | Dorothea Wierer                                                              |
| 14 gennaio 2022  | Ruhpolding              | Germania  | RL    | Francia Anaïs Chevalier Chloé Chevalier Justine Braisaz Julia Simon                   | Svezia Johanna Skottheim Stina Nilsson Mona Brorsson Anna Magnusson          | Russia Valeriia Vasnecova Svetlana Mironova Irina Kazakevič Kristina Rezcova |
| 16 gennaio 2022  | Ruhpolding              | Germania  | PU    | Marte Olsbu Røiseland                                                                 | Elvira Öberg                                                                 | Hanna Öberg                                                                  |
| 21 gennaio 2022  | Anterselva              | Italia    | IN    | Justine Braisaz                                                                       | Julia Simon                                                                  | Mona Brorsson                                                                |
| 22 gennaio 2022  | Anterselva              | Italia    | RL    | Norvegia Karoline Offigstad Knotten Tiril Eckhoff Ida Lien Ingrid Landmark Tandrevold | Russia Valeriia Vasnecova Kristina Rezcova Irina Kazakevič Ul'jana Kajševa   | Francia Chloé Chevalier Justine Braisaz Paula Botet Anaïs Bescond            |
| 23 gennaio 2022  | Anterselva              | Italia    | MS    | Dorothea Wierer                                                                       | Dzinara Alimbekava                                                           | Anaïs Chevalier                                                              |
| 3 marzo 2022     | Kontiolahti             | Finlandia | RL    | Norvegia Marte Olsbu Røiseland Tiril Eckhoff Ida Lien Ingrid Landmark Tandrevold      | Svezia Linn Persson Anna Magnusson Hanna Öberg Elvira Öberg                  | Italia Samuela Comola Dorothea Wierer Federica Sanfilippo Lisa Vittozzi      |
| 5 marzo 2022     | Kontiolahti             | Finlandia | SP    | Denise Herrmann                                                                       | Tiril Eckhoff                                                                | Stina Nilsson                                                                |
| 6 marzo 2022     | Kontiolahti             | Finlandia | PU    | Tiril Eckhoff                                                                         | Dorothea Wierer                                                              | Denise Herrmann                                                              |
| 11 marzo 2022    | Otepää                  | Estonia   | SP    | Julia Simon                                                                           | Vanessa Voigt                                                                | Karoline Offigstad Knotten                                                   |
| 12 marzo 2022    | Otepää                  | Estonia   | MS    | Elvira Öberg                                                                          | Denise Herrmann                                                              | Marte Olsbu Røiseland                                                        |
| 18 marzo 2022    | Oslo Holmenkollen       | Norvegia  | SP    | Tiril Eckhoff                                                                         | Lisa Theresa Hauser                                                          | Marte Olsbu Røiseland                                                        |
| 19 marzo 2022    | Oslo Holmenkollen       | Norvegia  | PU    | Tiril Eckhoff                                                                         | Marte Olsbu Røiseland                                                        | Paulína Fialková                                                             |
| 20 marzo 2022    | Oslo Holmenkollen       | Norvegia  | MS    | Justine Braisaz                                                                       | Franziska Preuß                                                              | Marte Olsbu Røiseland                                                        |

Legenda:

IN = individuale (15 km)

SP = sprint (7,5 km)

PU = inseguimento (10 km)

MS = partenza in linea (12,5 km)

RL = staffetta (4x6 km)

### Classifiche

#### Generale
| Pos. | Nome                  | Nazione     | Punti |
| ---- | --------------------- | ----------- | ----- |
| 1    | Marte Olsbu Røiseland | Norvegia    | 957   |
| 2    | Elvira Öberg          | Svezia      | 823   |
| 3    | Lisa Theresa Hauser   | Austria     | 684   |
| 4    | Hanna Öberg           | Svezia      | 661   |
| 5    | Anaïs Chevalier       | Francia     | 642   |
| 6    | Denise Herrmann       | Germania    | 589   |
| 7    | Dzinara Alimbekava    | Bielorussia | 589   |
| 8    | Justine Braisaz       | Francia     | 581   |
| 9    | Dorothea Wierer       | Italia      | 577   |
| 10   | Markéta Davidová      | Rep. Ceca   | 560   |

#### Sprint
| Pos. | Nome                  | Nazione  | Punti |
| ---- | --------------------- | -------- | ----- |
| 1    | Marte Olsbu Røiseland | Norvegia | 412   |
| 2    | Elvira Öberg          | Svezia   | 340   |
| 3    | Hanna Öberg           | Svezia   | 306   |
| 4    | Lisa Theresa Hauser   | Austria  | 300   |
| 5    | Anaïs Chevalier       | Francia  | 289   |

#### Inseguimento
| Pos. | Nome                  | Nazione  | Punti |
| ---- | --------------------- | -------- | ----- |
| 1    | Marte Olsbu Røiseland | Norvegia | 380   |
| 2    | Elvira Öberg          | Svezia   | 300   |
| 3    | Hanna Öberg           | Svezia   | 262   |
| 4    | Anaïs Chevalier       | Francia  | 240   |
| 5    | Lisa Theresa Hauser   | Austria  | 222   |

#### Partenza in linea
| Pos. | Nome                       | Nazione  | Punti |
| ---- | -------------------------- | -------- | ----- |
| 1    | Justine Braisaz            | Francia  | 162   |
| 2    | Elvira Öberg               | Svezia   | 160   |
| 3    | Dorothea Wierer            | Italia   | 152   |
| 4    | Marte Olsbu Røiseland      | Norvegia | 134   |
| 5    | Ingrid Landmark Tandrevold | Norvegia | 120   |

#### Individuale
| Pos. | Nome                | Nazione     | Punti |
| ---- | ------------------- | ----------- | ----- |
| 1    | Markéta Davidová    | Rep. Ceca   | 98    |
| 2    | Lisa Theresa Hauser | Austria     | 86    |
| 3    | Dzinara Alimbekava  | Bielorussia | 79    |
| 4    | Mona Brorsson       | Svezia      | 78    |
| 5    | Ul'jana Kajševa     | Russia      | 71    |

#### Staffetta
| Pos. | Nazione  | Punti |
| ---- | -------- | ----- |
| 1    | Svezia   | 243   |
| 2    | Norvegia | 235   |
| 3    | Francia  | 216   |
| 4    | Germania | 203   |
| 5    | Italia   | 195   |

#### Nazioni
| Pos. | Nazione   | Punti |
| ---- | --------- | ----- |
| 1    | Norvegia  | 6856  |
| 2    | Svezia    | 6765  |
| 3    | Francia   | 6572  |
| 4    | Germania  | 6402  |
| 5    | Rep. Ceca | 5488  |

## Misto

### Risultati
| Data           | Località | Nazione  | Spec. | Primo                                                                                              | Secondo                                                                  | Terzo                                                                          |
| -------------- | -------- | -------- | ----- | -------------------------------------------------------------------------------------------------- | ------------------------------------------------------------------------ | ------------------------------------------------------------------------------ |
| 8 gennaio 2022 | Oberhof  | Germania | MX    | Norvegia Tarjei Bø Johannes Thingnes Bø Ingrid Landmark Tandrevold Marte Olsbu Røiseland           | Bielorussia Mikita Labastau Anton Smol'ski Dzinara Alimbekava Hanna Sola | Francia Antonin Guigonnat Simon Desthieux Anaïs Bescond Julia Simon            |
| 8 gennaio 2022 | Oberhof  | Germania | SMX   | Russia Anton Babikov Kristina Rezcova                                                              | Austria Simon Eder Lisa Theresa Hauser                                   | Ucraina Artem Tyščenko Darya Blashko                                           |
| 13 marzo 2022  | Otepää   | Estonia  | MX    | Norvegia Sivert Guttorm Bakken Vetle Sjåstad Christiansen Tiril Eckhoff Ingrid Landmark Tandrevold | Svezia Jesper Nelin Martin Ponsiluoma Linn Persson Elvira Öberg          | Francia Simon Desthieux Quentin Fillon Maillet Chloé Chevalier Justine Braisaz |
| 13 marzo 2022  | Otepää   | Estonia  | SMX   | Norvegia Sturla Holm Lægreid Marte Olsbu Røiseland                                                 | Svezia Sebastian Samuelsson Hanna Öberg                                  | Germania Erik Lesser Franziska Preuß                                           |

Legenda:

MX = staffetta mista 2x6 km + 2x7,5 km

SMX = staffetta mista individuale

### Classifiche
| Pos. | Nazione  | Punti |
| ---- | -------- | ----- |
| 1    | Norvegia | 205   |
| 2    | Svezia   | 191   |
| 3    | Francia  | 169   |
| 4    | Germania | 165   |
| 5    | Austria  | 154   |